# Mujinga Kambundji
Mujinga Kambundji, née le 17 juin 1992 à Berne, est une athlète suisse spécialiste du sprint.
Figure star du sprint suisse depuis la fin des années 2010, elle est championne du monde en salle du 60 m en 2022, avec le temps de 6 s 96 (meilleure performance du XXIe siècle), championne d'Europe du 200 m la même année à Munich, et championne d'Europe en salle du 60 m en 2023 à Istanbul.
Elle est également médaillée de bronze sur 100 m aux championnats d'Europe 2016, sur 60 m aux championnats du monde en salle 2018 et sur 200 m aux championnats du monde 2019,

## Biographie
Mujinga Elodie Kambundji naît le 17 juin 1992 à Berne  d'un père congolais et d'une mère bernoise,,,,,. Elle parle couramment français, anglais et allemand. Alors qu’elle est âgée de sept ans, elle participe au concours scolaire « S schnäuschte Modi vo Bern » (« la plus rapide de Berne ») avec sa sœur aînée Kaluanda, qu’elles courent pieds nus et terminent sur le podium,. Deux ans plus tard, elle reçoit sa première paire de chaussures de course, d’occasion, et s’inscrit au ST Berne.
Elle devient rapidement l'une des meilleures sprinteuses du pays : elle est championne de Suisse sur 100 mètres en 2009, 2011, 2012, 2013 et 2014 ainsi que sur 200 mètres en 2009, 2012, 2013 et 2014. Elle participe à ses premiers Jeux olympiques en 2012 avec le relais du 4 × 100 m, où les Suissesses ont fini au treizième rang.
Lors des Championnats d'Europe 2014 à Zurich, elle bat le record de Suisse du 100 m en séries et en demi-finale puis termine quatrième de la finale. Deux jours plus tard, elle termine cinquième du 200 mètres en battant également le record national.

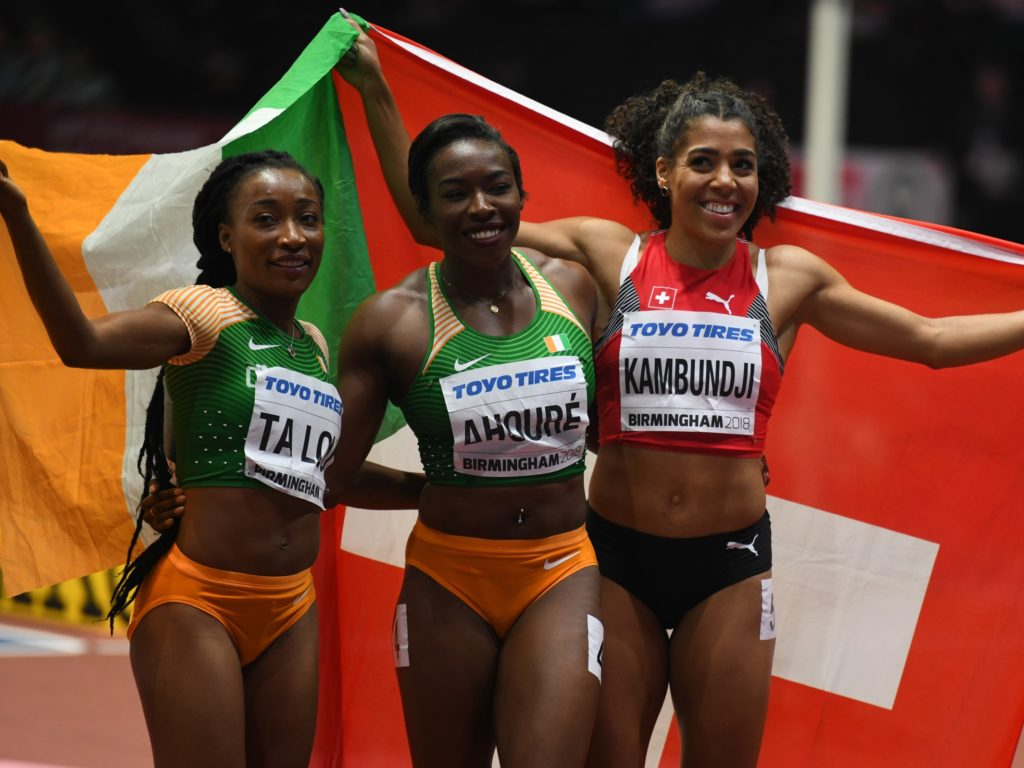
Ta Lou, Ahouré et Kambundji lors des championnats du monde en salle 2018.

Elle est éliminée en demi-finale du 100 m et du 200 m lors des championnats du monde de Pékin en établissant deux nouveaux records de Suisse avec respectivement 11 s 07 sur 100 m et 22 s 64 sur 200 m. Le 8 juillet 2016, Kambundji remporte sa première médaille internationale séniore en décrochant le bronze de la finale du 100 m des Championnats d'Europe d'Amsterdam en 11 s 25, derrière la Néerlandaise Dafne Schippers (10 s 90) et la Bulgare Ivet Lalova-Collio (11 s 20).
Le 19 février 2017, elle devient championne de Suisse du 60 m en 7 s 18. En mars, la Suissesse échoue au pied du podium du 60 m des championnats d'Europe en salle de Belgrade en 7 s 16, derrière la Britannique Asha Philip (7 s 06), l'Ukrainienne Olesya Povh (7 s 10) et la Polonaise Ewa Swoboda (7 s 10). Mais en août suivant, Povh est testée positive et est suspendue pour dopage. Le 16 mars 2018, sa suspension est officielle et celle-ci est disqualifiée de toutes compétitions depuis le 5 juillet 2016, perdant ainsi sa médaille de Belgrade. En conséquence, Mujinga Kambundji récupère la médaille de bronze sur tapis vert, tandis que Swoboda est reclassée deuxième.
Le 18 juillet, lors du meeting de Bellinzone, Mujinga Kambundji égale son record de Suisse du 100 m en 11 s 07. Le 21, elle remporte le titre national sur la distance reine en réalisant 11 s 08 sous une pluie torentielle, puis double le lendemain sur 200 m en 22 s 42, record personnel et seconde meilleure performance suisse de l'histoire derrière Lea Sprunger (22 s 38 en 2016) qui réalise 22 s 56 dans cette course.
Le 17 février 2018, Mujinga Kambundji remporte à Macolin un nouveau titre de championne de Suisse en salle du 60 m en réalisant la meilleure performance mondiale de l'année en 7 s 03, performance également synonyme de nouveau record de Suisse et de 5e meilleure performance européenne de l'histoire. Sans entraîneur depuis quelques semaines, la Suissesse montre ainsi son potentiel et se met en position de favorite pour les championnats du monde en salle. Aux championnats du monde en salle de Birmingham, le 3 mars, Kambundji rentre dans l'histoire de l'athlétisme suisse en décrochant la médaille de bronze en 7 s 05, derrière les Ivoiriennes Murielle Ahouré (6 s 97) et Marie-Josée Ta Lou, auteures d'un doublé historique.
Le 5 juillet 2018, elle termine à la cinquième place de l'Athletissima de Lausanne sur 100 m en établissant un nouveau record de Suisse en 11 s 03 (+ 1,3 m/s). Le même soir, Kambundji et ses coéquipières établissent un nouveau record de Suisse du relais 4 x 100 m en 42 s 29. La semaine suivante, elle remporte le 100 m des championnats de Suisse et passe pour la première fois sous la barrière des 11 secondes, réalisant le temps phénoménal de 10 s 95 (+ 1,1 m/s), performance qui la mène au second rang européen de l'année. Elle confirme ensuite avec 11 s 13 à Bellinzone quelques jours plus tard, puis 11 s 15 à Monaco.
Le 7 août 2018, aux championnats d'Europe de Berlin, Mujinga Kambundji remporte sa demi-finale en 11 s 14. En finale, la Suissesse termine au pied du podium en 11 s 05, derrière la Britannique Dina Asher-Smith (10 s 85), l'Allemande Gina Lückenkemper (10 s 98) et la Néerlandaise Dafne Schippers (10 s 99). Sur 200 m, elle échoue à nouveau au pied du podium en 22 s 45, son meilleur temps de la saison, derrière Dina Asher-Smith (21 s 89), Dafne Schippers (22 s 14) et Jamile Samuel (22 s 37). Avec le relais 4 x 100 m, le 12 août, Kambundji termine hélas encore une fois 4e, en 42 s 30.
Le 24 août 2019, aux championnats de Suisse, Kambundji bat le record national du 200 m en 22 s 26.
Neuvième du 100 m, elle s'empare de la médaille de bronze du 200 m aux championnats du monde 2019 à Doha, Qatar, en 22 s 51, derrière Dina Asher-Smith et Brittany Brown. Deuxième Suissesse de l'histoire à décrocher une médaille mondiale après Anita Weyermann sur 1 500 m en 1997, elle remporte la première médaille pour la Suisse sur une épreuve de sprint, hommes et femmes confondus.
Elle est nommée porte-drapeau de la délégation suisse aux Jeux olympiques d'été de 2020 à Tokyo avec l'escrimeur Max Heinzer.
Le 18 mars 2022, elle est sacrée championne du monde du 60m lors du Championnat du monde d'athlétisme en salle qui a lieu à Belgrade en Serbie, avec un chrono de 6 s 96. Le 19 août 2022, elle remporte la médaille d'or du 200 m lors des Championnats d'Europe d'athlétisme à Munich, après avoir remporté l'argent sur 100 m trois jours plus tôt.
Le 3 mars 2023, Kambundji devient championne d'Europe en salle du 60 m à Istanbul en égalant le record des championnats en 7 s 00, devant la Polonaise Ewa Swoboda et la Britannique Daryll Neita.
Enceinte, elle met un terme à sa saison en mai 2025.

## Palmarès

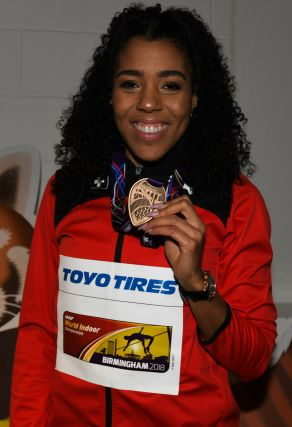
Mujinga Kambundji et sa médaille de bronze mondiale sur 60 m en 2018.

| Date | Compétition                           | Lieu                               | Résultat | Épreuve   | Temps         |
| ---- | ------------------------------------- | ---------------------------------- | -------- | --------- | ------------- |
| 2009 | Championnats du monde cadets          | Bressanone                         | 6e       | 200 m     | 23 s 92       |
| 2009 | Festival olymp. de la jeunesse europ. | Tampere                            | 2e       | 100 m     | 11 s 84       |
| 2009 | Festival olymp. de la jeunesse europ. | Tampere                            | 1re      | 4 × 100 m | 46 s 30       |
| 2010 | Championnats d'Europe par équipes     | Belgrade                           | 1re      | 200 m     | 24 s 20       |
| 2010 | Championnats d'Europe par équipes     | Belgrade                           | 2e       | 4 × 100 m | 45 s 46       |
| 2011 | Championnats d'Europe par équipes     | Izmir                              | 3e       | 4 × 100 m | 44 s 24       |
| 2011 | Championnats d'Europe juniors         | Tallinn                            | 5e       | 100 m     | 11 s 53       |
| 2011 | Championnats d'Europe juniors         | Tallinn                            | 5e       | 200 m     | 23 s 70       |
| 2013 | Championnats d'Europe par équipes     | Dublin                             | 2e       | 4 × 100 m | 44 s 50       |
| 2013 | Championnats d'Europe espoirs         | Tampere                            | 4e       | 100 m     | 11 s 55       |
| 2013 | Championnats d'Europe espoirs         | Tampere                            | 5e       | 200 m     | 23 s 46       |
| 2014 | Relais mondiaux de l'IAAF             | Nassau                             | 5e       | 4 × 200 m | 1 min 31 s 75 |
| 2014 | Championnats d'Europe par équipes     | Riga                               | 2e       | 100 m     | 11 s 53       |
| 2014 | Championnats d'Europe par équipes     | Riga                               | 1re      | 4 × 100 m | 44 s 27       |
| 2014 | Championnats d'Europe                 | Zurich                             | 4e       | 100 m     | 11 s 30       |
| 2014 | Championnats d'Europe                 | Zurich                             | 5e       | 200 m     | 22 s 83       |
| 2014 | Championnats d'Europe                 | Zurich                             | finale   | 4 x 100 m | DNF           |
| 2015 | Championnats d'Europe en salle        | Prague                             | 5e       | 60 m      | 7 s 11        |
| 2015 | Relais mondiaux                       | Nassau                             | 8e       | 4 × 100 m | 43 s 74       |
| 2016 | Championnats d'Europe                 | Amsterdam                          | 3e       | 100 m     | 11 s 25       |
| 2017 | Championnats d'Europe en salle        | Belgrade                           | 3e       | 60 m      | 7 s 16        |
| 2017 | Championnats d'Europe par équipes     | Vaasa                              | 1re      | 100 m     | 11 s 45       |
| 2017 | Championnats d'Europe par équipes     | Vaasa                              | 1re      | 4 x 100 m | 43 s 77       |
| 2017 | Championnats du monde                 | Londres                            | 5e       | 4 x 100 m | 42 s 51       |
| 2017 | Ligue de diamant                      | Ligue de diamant                   | 6e       | 200 m     | 22 s 71       |
| 2018 | Championnats du monde en salle        | Birmingham                         | 3e       | 60 m      | 7 s 05        |
| 2018 | Championnats d'Europe                 | Berlin                             | 4e       | 100 m     | 11 s 05       |
| 2018 | Championnats d'Europe                 | Berlin                             | 4e       | 200 m     | 22 s 45       |
| 2018 | Championnats d'Europe                 | Berlin                             | 4e       | 4 x 100 m | 42 s 30       |
| 2018 | Ligue de diamant                      | Ligue de diamant                   | 4e       | 100 m     | 11 s 14       |
| 2019 | Championnats d'Europe en salle        | Glasgow                            | 5e       | 60 m      | 7 s 16        |
| 2019 | Championnats d'Europe par équipes     | Bydgoszcz                          | 1re      | 200 m     | 22 s 72       |
| 2019 | Championnats d'Europe par équipes     | Bydgoszcz                          | 2e       | 4 x 100 m | 43 s 11       |
| 2019 | Ligue de diamant                      | Ligue de diamant                   | 5e       | 200 m     | 22 s 58       |
| 2019 | Championnats du monde                 | Doha                               | 3e       | 200 m     | 22 s 51       |
| 2019 | Championnats du monde                 | Doha                               | 4e       | 4 x 100 m | 42 s 18       |
| 2021 | Jeux olympiques                       | Tokyo                              | 6e       | 100 m     | 10 s 99       |
| 2021 | Jeux olympiques                       | Tokyo                              | 7e       | 200 m     | 22 s 30       |
| 2021 | Jeux olympiques                       | Tokyo                              | 4e       | 4 × 100 m | 42 s 08       |
| 2022 | Championnats du monde en salle        | Belgrade                           | 1re      | 60 m      | 6 s 96        |
| 2022 | Championnats du monde                 | Eugene                             | 5e       | 100 m     | 10 s 91       |
| 2022 | Championnats du monde                 | Eugene                             | 8e       | 200 m     | 22 s 55       |
| 2022 | Championnats du monde                 | Eugene                             | 7e       | 4 × 100 m | 42 s 81       |
| 2022 | Championnats d'Europe                 | Munich                             | 2e       | 100 m     | 10 s 99       |
| 2022 | Championnats d'Europe                 | Munich                             | 1re      | 200 m     | 22 s 32       |
| 2023 | Circuit mondial en salle de l'IAAF    | Circuit mondial en salle de l'IAAF | 3e       | 60 m      | détails       |
| 2023 | Championnats d'Europe en salle        | Istanbul                           | 1re      | 60 m      | 7 s 00        |
| 2024 | Championnats d'Europe                 | Rome                               | 8e       | 100 m     | 11 s 15       |
| 2024 | Championnats d'Europe                 | Rome                               | 1re      | 200 m     | 22 s 49       |
| 2024 | Jeux olympiques                       | Paris                              | 6e       | 100 m     | 10 s 99       |
| 2025 | Championnats d'Europe en salle        | Apeldoorn                          | 2e       | 60 m      | 7 s 02        |
| 2025 | Championnats du monde en salle        | Nankin                             | 1er      | 60 m      | 7 s 04        |

## Records
| Épreuve   | Temps        | Lieu     | Date            |
| --------- | ------------ | -------- | --------------- |
| 60 m      | 6 s 96 (NR)  | Belgrade | 18 mars 2022    |
| 100 m     | 10 s 89 (NR) | Zurich   | 24 juin 2022    |
| 200 m     | 22 s 05 (NR) | Eugene   | 19 juillet 2022 |
| 4 × 100 m | 42 s 05 (NR) | Tokyo    | 5 août 2021     |